# Chiến dịch tấn công Moravská–Ostrava
Chiến dịch tấn công Moravská–Ostrava (đặt theo tên cũ của thành phố Ostrava) diễn ra từ ngày 10 tháng 3 đến ngày 5 tháng 5 năm 1945 là một chiến dịch quân sự lớn do Hồng quân Liên Xô tổ chức nhằm tấn công vào Cụm tập đoàn quân Trung tâm của quân đội Đức Quốc xã trong cuộc Chiến tranh Xô-Đức thuộc Chiến tranh thế giới thứ hai. Các cuộc tấn công của quân đội Liên Xô được triển khai ở vùng trung Tiệp Khắc với mục tiêu chọc thủng các phòng tuyến của quân Đức tại khu vực biên giới Slovakia-Séc, đánh vào miền Bắc Morava, tiến sâu vào nội địa Tiệp Khắc đến vùng phụ cận Praha. Tham gia chiến dịch này là các mũi tấn công chủ yếu của Phương diện quân Ukraina 4, được tăng cường thêm quân của Cụm tập đoàn quan Ukraina 1. Khi thực hiện chiến dịch, quân đội Liên Xô còn phải chú ý bảo vệ và chiếm giữ nguyên vẹn trung tâm công nghiệp Ostrava, một vùng kinh tế quan trọng giúp tái thiết đất nước Tiệp Khắc sau chiến tranh.
Chiến dịch bị kéo dài thành ba giai đoạn:
- Giai đoạn thứ nhất từ ngày 10 đến 23 tháng 3 năm 1945: Các cuộc tấn công được triển khai từ ngày 10 tháng 3 trên toàn tuyến mặt trận của Phương diện quân Ukraina 4 từ Żory đến Ružomberok nhưng không đạt kết quả. Gặp phải sức phản kích quyết liệt của Quân đoàn xe tăng 24 và Quân đoàn bộ binh 59 (Đức), cuộc tấn công của các tập đoàn quân 38 và cận vệ 1 chỉ phát triển được không quá 5 km chiều sâu trên một chính diện rộng khoảng 20 km. Tập đoàn quân 18, Quân đoàn bộ binh cận vệ 17 và Quân đoàn Tiệp Khắc 1 chưa kịp chuẩn bị để triển khai các mũi tấn công. Tuyến mặt trận của Phương diện quân Ukraina 4 hầu như không thay đổi so với đầu tháng 3 năm 1945.
- Giai đoạn thứ hai từ 24 tháng 3 đến 5 tháng 4 năm 1945: Một cuộc tấn công mới được triển khai nhưng tốc độ tấn công vẫn không được đẩy lên. Ngày 25 tháng 3, STAVKA cách chức các tướng I. Ye. Petrov và F. K. Korzhenyevich, tư lệnh và tham mưu trưởng Phương diện quân Ukraina 4. Đại tướng A. I. Yeryomenko được cử làm tư lệnh phương diện quân này, thượng tướng L. M. Saldalov làm tham mưu trưởng. Mặc dù đã tập trung binh lực và được tăng viện Quân đoàn xung kích 159 lấy từ lực lượng biên phòng của NKVD, nhưng cho đến tận ngày 14 tháng 4 - khi đã bước sang giai đoạn ba được gần 10 ngày - thì Phương diện quân Ukraina 4 cũng mới chỉ tiến lên được từ 20 đến 30 km ở cánh phải và 40 đến 55 km ở cánh trái. Trong khi đó, Phương diện quân Ukraina 1 đã thực hiện xong chiến dịch Thượng Silesia, vượt sông Oder và cánh trái của nó đã ở trên lãnh thổ phía Đông Nam nước Đức.
- Giai đoạn thứ ba từ ngày 6 tháng 4 đến 5 tháng 5 năm 1945: Để phối hợp chặt chẽ các mặt trận trong cuộc tổng tấn công của Quân đội Liên Xô trên hướng Tây ngày 6 tháng 4, STAVKA ra lệnh cho nguyên soái I. S. Konev chuyển Tập đoàn quân 60 cho Phương diện quân Ukraina 4. Tướng A. I. Yeryomenko điều Tập đoàn quân 38 từ Vodzislav (Wodzislaw Slaski) vượt sông Oder lên phía Tây Bắc Morava, cùng với Tập đoàn quân 60 mở mũi tấn công vu hồi vào Moravská-Ostrava. Tập đoàn quân cận vệ 1 (trừ các sư đoàn 237 và sơn chiến 129) cũng di chuyển lên phía Bắc Nový Bohumín để mở mũi đột kích vỗ mặt từ phía Bắc vào Moravská-Ostrava. Hai mũi tấn công được thực hiện từ ngày 15 tháng 4. Ngày 30 tháng 4 năm 1945, Quân đội Liên Xô giải phóng thành phố công nghiệp Moravská-Ostrava. Trên cánh trái, Tập đoàn quân 18 (Liên Xô) cũng phối hợp với cánh phải của Phương diện quân Ukraina 2 tấn công sang phía Tây, dồn Tập đoàn quân xe tăng 1 (Đức) vào "cái túi" Přerov - Olomouc.

12 giờ trưa 5 tháng 5 năm 1945, tại Praha nổ ra cuộc khởi nghĩa chống lại quân đội Đức Quốc xã do những người yêu nước Tiệp Khắc tiến hành. Trong khi đó, Quân đội Liên Xô vẫn còn cách thành phố này từ 70 đến 100 km. Từ ngày 6 tháng 5 năm 1945, Phương diện quân Ukraina 4 phối hợp Phương diện quân Ukraina 1 mở Chiến dịch Praha giải phóng hoàn toàn lãnh thổ Tiệp Khắc, bao vây và bức hàng phần lớn Cụm tập đoàn quân Trung tâm (Đức) ở phía Đông Praha.

## Bối cảnh

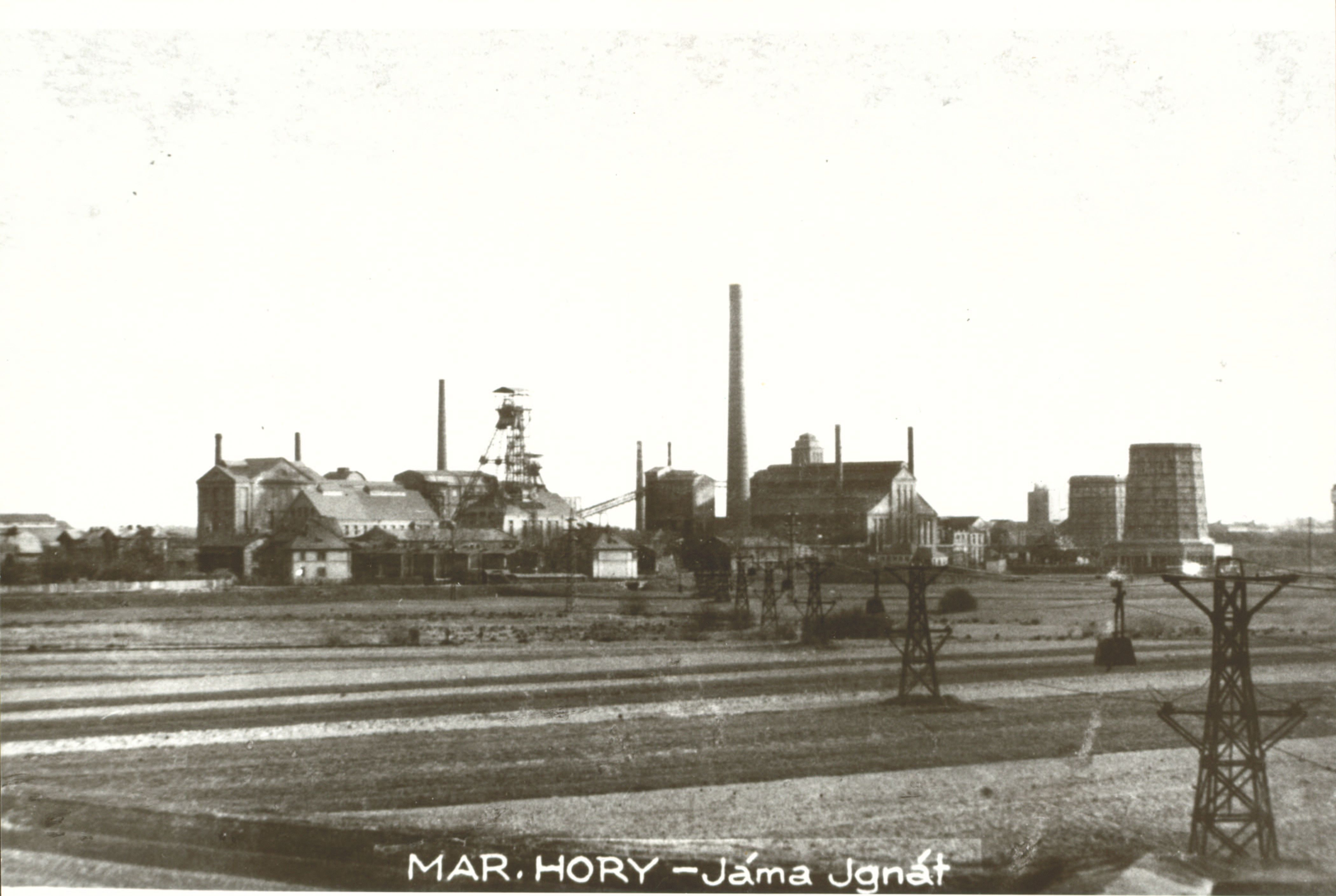
Khu mỏ than Jan Šverma tại Ostrava

Trong giai đoạn tháng 3 năm 1945, các Phương diện quân Ukraina 1, 2, 3, 4 và Phương diện quân Byelorussia của quân đội Liên Xô đã kế tiếp nhau mở các cuộc tấn công lớn nhằm phát huy chiến quả và củng cố thế đứng của Hồng quân sau thắng lợi tại Chiến dịch Wisla-Oder. Vào thời gian này, Phương diện quân Ukraina 1 vừa mới hoàn thành xong việc giải phóng vùng công nghiệp tại Hạ Silesia và đang khẩn trương chuẩn bị thanh toán nốt các khối quân Đức đóng tại vùng Thượng Silesia. Nhằm mục đích hỗ trợ cho hoạt động của Phương diện quân Ukraina 1, Đại bản doanh Bộ Tổng tư lệnh Tối cao Liên Xô (STAVKA) đã yêu cầu Phương diện quân Ukraina 4 - lúc này đang bố trí tại sườn trái của Phương diện quân Ukraina 1 tại Tiệp Khắc - tổ chức một đợt tấn công nhằm vào quân Đức tại khu vực này.
Mục tiêu của Phương diện quân Ukraina 4 chính là tiêu diệt khối quân Đức đóng tại khu vực Moravská-Ostrava, một vùng công nghiệp có vai trò quan trọng đối với đất nước Tiệp Khắc. Với nhiều thành phố và điểm dân cư có vai trò là các trung tâm công nghiệp lớn về các ngành luyện kim, hóa chất, xây dựng, hóa dầu,... cùng với trữ lượng than và sắt đồi dào, Moravská-Ostrava là một trong những nguồn cung cấp lớn về phương tiện chiến tranh cho bộ máy quân sự phát xít Đức. Một khu vực như vậy rõ ràng có tầm quan trọng cực lớn đối với sự sống còn của chế độ phát xít và cả hai bên Liên Xô và Đức đều hiểu rõ điều đó.
Khu vực tác chiến là một vùng núi già với các đỉnh tròn đặc trưng, độ cao từ 200 đến 425 m. Tuy thấp hơn dãy Carpath chính ở phía Đông nhưng vùng này lại có nhiều khối núi trải rộng từ 2 km ở phía Đông đến 10–15 km ở phía Tây. Moravská-Ostrava nằm trong một thung lũng lớn, nơi hợp lưu của ba con sông Odra, Opava và Ostravice (các chi lưu hợp thành sông Oder). Thung lũng này được bao bọc bởi các dãy núi Hạ Ecenik ở phía Tây, Oder ở phía Tây Nam, Morava-Silesia ở phía Nam và Tây Nam. Hai lối đi thuận lợi vào thung lũng này nằm ở phía Bắc qua đường đứt gãy sông Oder và phía Đông qua vùng đất trên thượng nguồn sông Wisla. Đây là vùng đất có tiềm năng cho phòng thủ trên hướng Đông do các dãy núi đều chạy theo hướng Đông Bắc - Tây Nam và nhiều con sông thượng nguồn cũng chảy theo hướng Bắc - Nam qua các khe sâu và rừng rậm ôn đới. Trên đường tấn công, Phương diện quân Ukraina 4 phải vượt qua các dãy núi Slovacki Beskid, Tiểu Fatra, Hạ Tatra, Javorník và Morava-Silesia nằm vắt ngang đường tiến công từ phía Đông đến Moravská-Ostrava. Thành phố Moravská-Ostrava có lịch sử từ thế kỷ thứ 13. Đến thế kỷ thứ 16, nghề thủ công và chế biến nông sản ở đây đã khá phát triển. Kể từ năm 1753, khi phát hiện ra các mỏ than đến năm 1919, Moravská-Ostrava trở thành một khu công nghiệp than-thép quan trọng nhất của nền quân chủ Habsburg và Đế quốc Áo-Hung. Sau khi quân đội Đức Quốc xã thôn tính Tiệp Khắc vào tháng 3 năm 1939, Moravská-Ostrava trở thành khu công nghiệp phục vụ cho Đế chế thứ ba.
Ngoài ra, trong vùng Morava còn có nhiều thành phố quan trọng và một hệ thống giao thông khá phát triển, trong đó có con đường sắt và đường bộ song song từ Racibórz qua Fryštát rồi chạy theo bờ Tây con sông Olza đến Žilina. Từ đó theo sông Váh đến Považská Bystrica. Đây là con đường chiến lược để cơ động binh lực, vũ khí, phương tiện chiến tranh từ Bắc Morava xuống Nam Morava và ngược lại.

## Binh lực và kế hoạch

### Quân đội Liên Xô

#### Binh lực
Phương diện quân Ukraina 4 do đại tướng I. Ye. Petrov làm tư lệnh. Từ ngày 26 tháng 3, đại tướng A. I. Yeryomenko thay thế. Tham mưu trưởng: trung tướng F. K. Korzhenyevich, từ ngày 2 tháng 4 là thượng tướng L. M. Sandalov). Gồm các đơn vị:
- Tập đoàn quân cận vệ 1 do thượng tướng A. A. Grechko chỉ huy. Thành phần gồm có:
  - Bộ binh:
    - Quân đoàn cận vệ 3 gồm các sư đoàn 128 (sơn chiến), 242 (cận vệ), 318 (cận vệ)
    - Quân đoàn 11 gồm các sư đoàn 30, 226, 276
    - Quân đoàn 67 gồm các sư đoàn 81, 211, 340
    - Quân đoàn 107 gồm các sư đoàn 129 (sơn chiến), 161, 237

  - Pháo binh:
    - Hỏa tiễn: Lữ đoàn 3, Trung đoàn cận vệ 93
    - Pháo nòng dài: Lữ đoàn cận vệ 24
    - Lựu pháo: Các trung đoàn 805, 839
    - Pháo chống tăng: Lữ đoàn 3 và các trung đoàn 4 (cận vệ), 317 (cận vệ), 130, 1646
    - Sơn pháo: Các trung đoàn 9, 195, 196, 494
    - Súng cối: Các trung đoàn 144, 525, 618

  - Pháo phòng không: Sư đoàn 25 gồm các trung đoàn 1067, 1356, 1362, 1368 và Trung đoàn độc lập 580
  - Thiết giáp: Các trung đoàn pháo tự hành 713, 1498 và 1666
  - Công binh: Lữ đoàn kỹ thuật 6, Lữ đoàn công binh sơn chiến 6, Tiểu đoàn cầu phà 50
  - Phòng hóa: Các đại đội súng phun lửa 9, 26
- Tập đoàn quân 38 do thượng tướng K. S. Moskalenko chỉ huy. Thành phần gồm có:
  - Bộ binh:
    - Quân đoàn 52 gồm các sư đoàn 121, 241 và 305
    - Quân đoàn 95 gồm Sư đoàn đổ bộ đường không cận vệ 2 các sư đoàn 271 và 351
    - Quân đoàn 101 gồm các sư đoàn 70 (cận vệ), 140 và 183
    - Quân đoàn sơn chiến nhẹ 126 gồm các lữ đoàn sơn chiến 31, 32 và 72
    - Quân đoàn sơn chiến nhẹ 127 gồm các lữ đoàn 3, 69 và 70

  - Pháo binh:
    - Sư đoàn hỗn hợp 24 gồm các lữ đoàn 174 (nòng dài), 177 (lựu pháo), 180 (chống tăng), 126 (hỏa tiễn), 40 và 47 (súng cối), cận vệ 34 (súng cối 120 mm).
    - Lựu pháo và hỏa tiễn: Lữ đoàn lựu pháo 135, các trung đoàn hỏa tiễn sơn chiến 901 và 905
    - Pháo chống tăng: Lữ đoàn 6 và các trung đoàn 1506, 1642, 1663, 1672
    - Sơn pháo: các trung đoàn 197, 253, 496
    - Súng cối: Các trung đoàn cận vệ 5, 16, 83; các trung đoàn 276, 491
    - Pháo phòng không: Sư đoàn 76 gồm các trung đoàn 223, 416, 447, 591 và trung đoàn độc lập 1954

  - Thiết giáp:
    - Xe tâng: Các lữ đoàn cận vệ 5, 31, 42 (hạng nặng); Trung đoàn cận vệ 12
    - Pháo tự hành: Các trung đoàn 875 và 1511

  - Công binh: Lữ đoàn công binh sơn chiến 4, Lữ đoàn công trình 39
- Tập đoàn quân 18 do trung tướng A. I. Gastilovich chỉ huy. Thành phần gồm có:
  - Bộ binh:
    - Quân đoàn cận vệ 17 gồm các sư đoàn 8, 138
    - Quân đoàn Tiệp Khắc 1 do thiếu tướng Ludvík Svoboda (đến ngày 3 tháng 4) và thiếu tướng Karel Klapálek chỉ huy
    - Trực thuộc: Sư đoàn bộ binh 24, Sư đoàn xung kích 159 (từ NKVD)

  - Pháo binh: Lữ đoàn lựu pháo 146, Lữ đoàn pháo chống tăng cận vệ 294, Trung đoàn sơn pháo 477, Trung đoàn súng cối 281, Trung đoàn phòng không cận vệ 269
  - Thiết giáp: Trung đoàn pháo tự hành cận vệ 108
  - Công binh: Lữ đoàn kỹ thuật 9, Tiểu đoàn công trình 897
- Tập đoàn quân không quân 8 do trung tướng không quân V. M. Zhdanov chỉ huy. Thành phần gồm có:
  - Máy bay cường kích: Quân đoàn 8 gồm các sư đoàn 224, 227
  - Máy bay cường kích: Quân đoàn 10 gồm các sư đoàn cận vệ 10 và 15
  - Máy bay ném bom: Sư đoàn 321 và Trung đoàn 8
  - Vận tải: các trung đoàn 100, 678
  - Trinh sát, liên lạc, cứu hộ: Trung đoàn 212
  - Sân đường, căn cứ: Các trung đoàn 87 (cận vệ) và 200
  - Pháo phòng không: Các trung đoàn 1578, 1603, 1682
  - Sư đoàn không quân Tiệp Khắc 1 do đại tá L. Boudin chỉ huy (phối thuộc)
- Lực lượng trực thuộc phương diện quân:
  - Pháo binh: Lữ đoàn súng cối cận vệ 27; các trung đoàn súng cối cận vệ 4, 96, 329; các trung đoàn sơn pháo cận vệ 2, 3; Trung đoàn phòng không 1485; các tiểu đoàn cao xạ phòng không 95, 104; Tiểu đoàn trinh sát pháo
  - Thiết giáp: Trung đoàn xe tăng hạng nhẹ cận vệ 1
  - Phòng hóa Tiểu đoàn súng phun lửa 38

Lực lượng tăng viện từ Phương diện quân Ukraina 1: (từ ngày 6 tháng 4 năm 1945)
- Tập đoàn quân 60 do thượng tướng P. A. Kurochkin chỉ huy. Thành phần gồm có:
  - Bộ binh:
    - Quân đoàn 15 gồm các sư đoàn 107, 246 và 322
    - Quân đoàn 28 gồm Sư đoàn bộ binh trinh sát Cossak 9, các sư đoàn bộ binh 148, 302, 336
    - Quân đoàn 106 gồm các sư đoàn 100, 304

  - Pháo binh:
    - Sư đoàn hỗ hợp 25 gồm các lữ đoàn 175 (hạng nặng), 179 (nòng dài), 181 (lựu pháo), 183 và cận vệ 3 hỏa tiễn, 39 (súng cối), 38 (súng cối tự hành)
    - Lựu pháo: Trung đoàn 33
    - Pháo chống tăng: Các lữ đoàn 7 (cận vệ) và 48; các trung đoàn 316 (cận vệ), 1178 và trung đoàn pháo chống tăng 1593
    - Súng cối: Lữ đoàn cận vệ 1, các trung đòa 98 (cận vệ) và 139
    - Pháo phòng không: Sư đoàn 23 gồm các trung đoàn 1064, 1336, 1342, 1348 và Trung đoàn độc lập 217

  - Thiết giáp:
    - Xe tăng: Lữ đoàn 152, Trung đoàn 59
    - Pháo tự hành: Trung đoàn cận vệ 368 (chống tăng), Trung đoàn 1448

  - Công binh: Lữ đoàn cầu cận vệ 22, Lữ đoàn công trình 59, Tiểu đoàn mìn 8
  - Phòng hóa: Các tiểu súng phun lửa 1 và 37
- Quân đoàn xe tăng 31 (phối thuộc Tập đoàn quân 60). Thành phần gồm có:
  - Xe tăng: Các lữ đoàn 100, 237, 242
  - Cơ giới: Lữ đoàn 65
  - Mô tô: Tiểu đoàn 98
  - Pháo tự hành: Trung đoàn cận vệ 367 (chống tăng), các trung đoàn 722, 1442
  - Pháo và súng cối: Các trung đoàn 269 (pháo nòng dài), các trung đoàn 617 và cận vệ 201 (súng cối)
  - Phòng không: Trung đoàn 1885

Tổng số binh lực ban đầu gồm 255.000 người, 180 xe tăng và pháo tự hành, 3.000 đại bác và súng cối, 408 máy bay. Từ ngày 6 tháng 4 tăng lên 317.000 người, 6.000 pháo và súng cối, 300 xe tăng và pháo tự hành, 438 máy bay.

#### Kế hoạch
Kế hoạch tấn công ban đầu của quân đội Liên Xô có mũi tấn công chính do Tập đoàn quân cận vệ số 1 và Tập đoàn quân 38 phụ trách, tiến công theo hướng Olomouc, Pardubice và tiếp cận tuyến sông Vltava để từ đó giải phóng Praha. Theo dự tính, mũi tấn công sẽ phải đột phá sâu khoảng 350 cây số. Trong giai đoạn đầu của chiến dịch, các đơn vị xung kích ở tuyến đầu sẽ phải tiến đến tuyến Český Šternberk - Olomouc. Trong trường hợp này, Tập đoàn quân 38 sẽ phải hoàn thành việc làm chủ Moravská-Ostrava trong vòng 4 ngày, và Tập đoàn quân cận vệ 1 sẽ phải đánh chiếm Cieszyn cũng trong khoảng thời gian đó. Trong khi đó, các lữ đoàn xe tăng 5, 31 và 42 sẽ được đưa vào cửa mở để khai thác chiến quả sau khi các mũi xung kích đã đột phá được từ 5 đến 6 km.
Tuy nhiên, đây là một kế hoạch không mấy phù hợp với khả năng của Phương diện quân Ukraina 4 tại thời điểm đó. Trong khi các tập đoàn quân 38 và cận vệ 1 tập trung vào hướng Moravská-Ostrava, Cieszyn, Bohumín, Karviná, Troppau (Opava), Fryštát và Frýdek-Místek với binh lực đã bị sứt mẻ đáng kể sau chiến dịch Tây Carpath và những lực lượng mới tăng viện còn chưa quen với chiến trường rừng núi thì Tập đoàn quân 18 với vỏn vẹn 6 sư đoàn (bao gồm cả hai sư đoàn Tiệp Khắc) phải phụ trách một chính diện tấn công lên đến 70 km. Mỗi sư đoàn chỉ có từ 3.000 đến 4.000 sĩ quan và binh sĩ. Tập đoàn quân 38 cũng trong tình trạng hao quân tương tự. Chỉ có sư đoàn của tập đoàn quân này có 5.000 người. Ở tập đoàn quân cận vệ 1, tình hình có khá hơn. Quân số trung bình của mỗi sư đoàn ở đây đạt khoảng 4.000 đến 5.500 người. Với binh lực tổng cộng 255.000 quân, chiến dịch tấn công đã dàn mỏng Phương diện quân Ukraina 4 trên tổng chính diện mặt trận dài hơn 140 km. Trong khi các tướng I. Ye. Petrov và F. K. Korzhenyevich đang tìm lối thoát thì Ủy viên hội đồng quân sự Phương diện quân, thượng tướng L. Z. Mekhlis lại một mực đòi "phải chuyển sang tấn công không muộn hơn ngày 10 tháng 3" thể theo yêu cầu của STAVKA. Kết quả là Phương diện quân Ukraina 4 phải tổ chức tấn công trong điều kiện chưa được chuẩn bị đầy đủ về người, vũ khí, đạn dược và phương tiện.
Sau thất bại ở giai đoạn 1, STAVKA một mặt thay đổi nhân sự chỉ huy Phương diện quân Ukraina 4, mặt khác, tổ chức tăng viện cho nó khá lớn về người và phương tiện. Ở giai đoạn 2, do có sự phối hợp với Phương diện quân Ukraina 1 bắt đầu mở Chiến dịch Thượng Silesia trong cùng thời gian, chiến thuật tấn công cũng được thay đổi từ đánh vỗ mặt sang đánh vu hồi. Tuy nhiên, các tuyến phòng ngự của quân Đức xung quanh vẫn chịu đựng được. Chỉ đến giai đoạn cuối cùng, khi Berlin thất thủ, Phương diện quân Ukraina 4 mới hoàn thành nhiệm vụ sau gần 2 tháng tấn công thay vì chỉ 4 đến 5 ngày theo kế hoạch ban đầu của L. Z. Mekhlis.

### Quân đội Đức Quốc xã

#### Binh lực
Cánh phải Cụm Tập đoàn quân Trung tâm (Đức) phòng thủ tại khu vực Tiệp Khắc và Nam Ba Lan do thống chế Ferdinand Schörner chỉ huy. Binh lực gồm có:
- Cụm tác chiến đặc biệt "Heinrici" (tư lệnh: thượng tướng Gotthard Heinrici), từ ngày 22 tháng 3 là được đổi lại tên cũ là Tập đoàn quân xe tăng 1 do trung tướng xe tăng Walther Nehring chỉ huy. Thành phần qua các giai đoạn của chiến dịch bao gồm:
  - Từ ngày 10 tháng 3 năm 1945:
    - Quân đoàn bộ binh sơn chiến 49 của tướng Karl von Le Suire gồm Sư đoàn bộ binh sơn chiến 4, Sư đoàn bộ binh 320, Cụm tác chiến Sư đoàn xung kích 78 và Sư đoàn bộ binh 16 (Hungary)
    - Quân đoàn bộ binh 11 của tướng Rudolf von Bünau (đến ngày 6 tháng 4) và tướng Friedrich Wiese, gồm Sư đoàn bộ binh trượt tuyết 1, Sư đoàn biệt kích 97, các cụm tác chiến sư đoàn 344 và 371, một phần Sư đoàn xe tăng 5 SS "Wiking"
    - Quân đoàn bộ binh 59 của trung tướng Ernst Sieler gồm các sư đoàn bộ binh 68, 253, các cụm tác chiến sư đoàn bộ binh 75 và 544
    - Các đơn vị trực thuộc: Sư đoàn xe tăng 18 SS "Horst Wessel", Sư đoàn bộ binh dự bị 154 và Cụm phòng thủ Thượng Silesia

  - Từ ngày 12 tháng 4: Tập đoàn quân xe tăng 1 được tăng viện:
    - Quân đoàn xe tăng 24 của tướng Walter Hartmann gồm các sư đoàn xe tăng 8, 17 và các sư đoàn bộ binh 75, 253

  - Từ ngày 30 tháng 4: Có thêm nhiều đơn vị Đức Quốc xã thất trận từ các hướng nhập vào Tập đoàn quân xe tăng 1:
    - Quân đoàn bộ binh 72 của trung tướng Werner Schmidt-Hammer gồm các sư đoàn bộ binh 15, 78, 153 và sư đoàn dự bị 601
    - Các sư đoàn bộ binh 304, 371, 545
- Tập đoàn quân không quân 4 do thượng tướng Otto Deßloch chỉ huy yểm hộ từ trên không

Binh lực ban đầu gồm 150.000 người, 100 xe tăng và pháo tự hành, 120 máy bay. Đến cuối chiến dịch tăng lên 305.000 người, 3.000 pháo và súng cối, 280 xe tăng và pháo tự hành, 270 máy bay.

#### Kế hoạch
Căn cứ tình hình thực tế trong tháng 3 năm 1945, Bộ Tổng tư lệnh tối cao Đức Quốc xã cho rằng không thể giữ vững được lâu hơn các tuyến phòng thủ trên sông Oder và các khu vực khác nếu không sử dụng các đòn phản công từ hai bên sườn vào cánh quân chủ lực của quân đội Liên Xô trên hướng Berlin gồm các phương diện quân Byelorussia 1, 2 và Phương diện quân Ukraina 1. Giống như cánh quân Đức tại vùng Đông Pomerania, cánh quân tại vùng Thượng Silesia có vai trò uy hiếp bên sườn trái Phương diện quân Ukraina 1. Liên quan đến nó có cánh trái của Cụm tập đoàn quân Trung tâm mà trực tiếp là Tập đoàn quân xe tăng 1, có nhiệm vụ khép chặt sườn trái với Tập đoàn quân 17 (Đức) đang phòng ngự tại khu vực Đông Nam Breslau (Wrocław). Với thế bố trí thành 1 cánh cung lồi về phía Đông dựa vào vùng núi non Morava, Bộ Tổng tư lệnh Đức Quốc xã hy vọng cầm chân quân đội Liên Xô để tạo thế cho các cuộc đàm phán bí mật với các đồng minh chống phát xít ở phương Tây bắt đầu được khởi sự tại Thụy Sĩ. Trong trường hợp không thể chống giữ được, Bộ Tổng tư lệnh tối cao Đức Quốc xã còn hy vọng cứu được càng nhiều càng tốt các quân nhân Đức khỏi bị quân đội Liên Xô bắt làm tù binh cho dù có phải đầu hàng Anh - Mỹ ở mặt trận phía Tây và mặt trận Ý.
Biết rõ tầm quan trọng của khu vực Moravská-Ostrava, quân Đức đã tổ chức một hệ thống bố phòng chặt chẽ trong vùng. Toàn bộ hệ thống phòng ngự của phát xít Đức bao gồm ba phòng tuyến chính chạy dọc theo các sông Olza, Ostravice và Oder, và một phòng tuyến khác nằm ở phía Bắc tại tuyến sông Opava - Morava - Ostrava. Mỗi khu vực phòng thủ đều được bố trí bốn tuyến công sự bao gồm các hỏa điểm súng máy, pháo, súng cối, lô cốt và công sự ngầm. Các tuyến phòng thủ đều được ken dày bởi các hỏa điểm pháo chống tăng, súng cối và súng máy hạng nặng. Tất cả các công trình phòng thủ đều được ngụy trang kỹ lưỡng sao cho chúng được trông giống như cảnh vật rừng và đồi núi xung quanh. Các nhà máy công nghiệp cũng được sử dụng để xả khói mù, nhằm cản trở xạ giới của pháo binh, đồng thời gây khó khăn cho sự quan sát mục tiêu các phi công ném bom và cường kích.
Tại Moravská-Ostrava và các thành phố lân cận, mỗi công trình xây dựng kiên cố đều được bố trí thành các ổ đề kháng mạnh. Các cây cầu bắc qua các con sông Olza, Orava, Opava và Ostravice đều bị gài mìn. Trên hướng Moravská-Ostrava, quân Đức bố trí ba tuyến phòng thủ chính, bao gồm cả thành phố Racibórz được coi như pháo đài tiền tiêu che chở cho phía Bắc Moravská-Ostrava. Trên hướng Tây Slovakia, cũng có hai tuyến phòng thủ chạy dọc theo các con sông Orava (tuyến đầu) và Olza nối với tuyến sông Rajčanka (tuyến chính). Hai tuyến phòng thủ dự bị phía sau dọc theo các sông Ostravice và Odra ở phía Nam Moravská-Ostrava. Quân Đức hy vọng không những giữ được Moravská-Ostrava mà còn có thể ngăn chặn, không cho quân đội Liên Xô tiến đến gần Praha, một trong những địa điểm mà Bộ Tổng tư lệnh lục quân Đức Quốc xã dự định rời đến đó trong trường hợp không giữ được Berlin.
Tư lệnh Tập đoàn quân 38 (Liên Xô), thượng tướng K. S. Moskalenko đã miêu tả hệ thống phòng ngự của quân Đức như sau:
| “                   | Các boong ke trung tâm cho pháo và súng máy thường được bố trí từ 6 đến 8 lỗ châu mai. Đó là một cỗ máy khổng lồ với tấm mái dày 2,5 m và tường bao quanh dày đến 3 m. Ở đây, được bố trí một khẩu pháo bắn nhanh 37 mm, 2 cặp súng máy hạng nặng 4 nòng. Ngoài ra, trong căn hầm bê tông rộng rãi này còn có khu nghỉ ngơi cho quân đồn trú, các thiết bị cấp điện, cấp nước, thông gió, khu vệ sinh, kho thực phẩm dự trữ và các máy điện thoại hữu tuyến. Một căn hầm phòng ngự như vậy có thể chứa được từ 80 đến 100 người. Bao quanh nó là hệ thống các lô cốt nhỏ cũng bằng bê tông cốt thép. Mỗi lô cốt được bố trì từ 4 đến 6 lính mang vũ khí cầm tay và 1 đến 2 khẩu súng máy hạng nặng. Hệ thống phòng thủ này được quân Đức cấu trúc trên khắp chiều sâu của các tuyến phòng ngự. | ” |
| — K. S. Moskalenko, | |   |

## Diễn biến

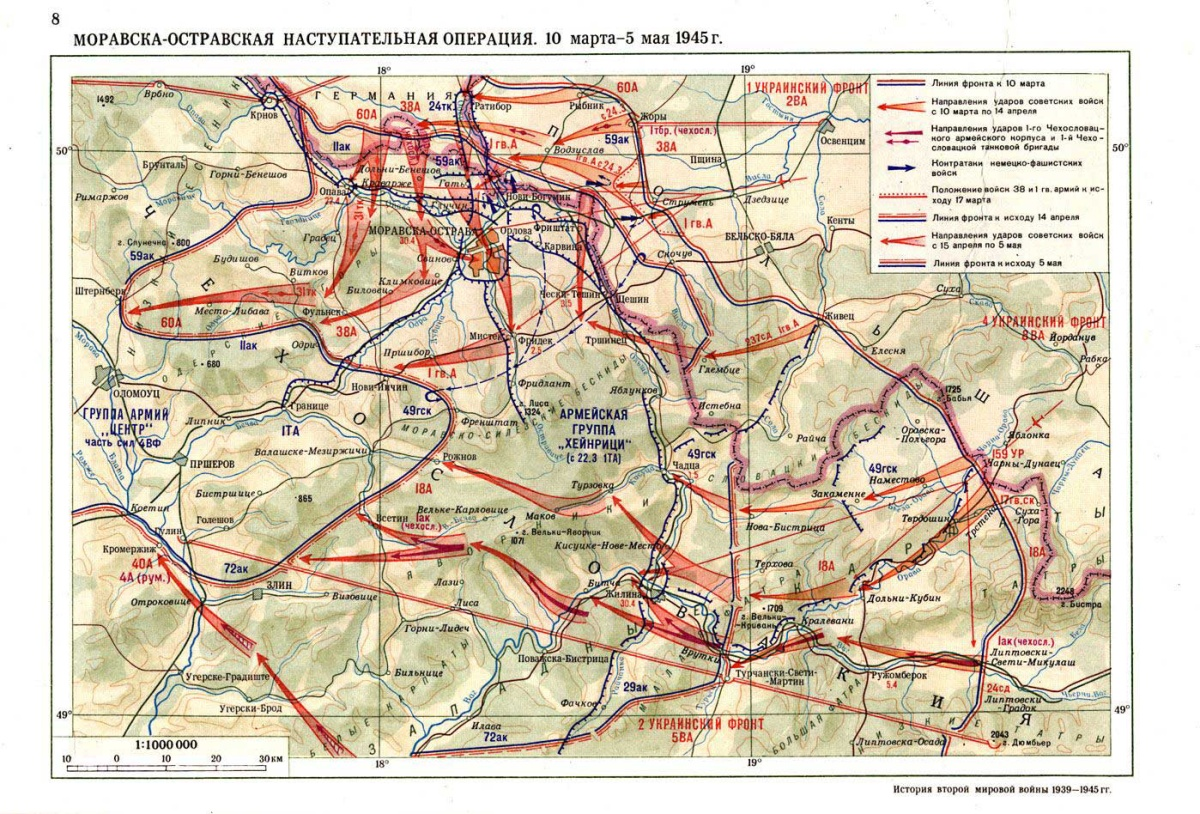
Bản đồ Chiến dịch tấn công Moravská-Ostrava (10 tháng 3 đến 5 tháng 5 năm 1945)

### Giai đoạn I: từ ngày 10 đến 23 tháng 3
Cơ quan tình báo Đức lần này không thu thập được đầy đủ thông tin về binh lực cũng như thời điểm quân đội Liên Xô có thể tấn công mà chỉ ước đoán phỏng chừng. Vì vậy, rút kinh nghiệm xương máu từ các chiến dịch trước đó, đêm 9 rạng ngày 10 tháng 3, Bộ chỉ huy Cụm tập đoàn quân Trung tâm (Đức) hạ lệnh cho các đơn vị có nguy cơ bị tấn công triệt thoái khỏi các tuyến chiến hào thứ nhất về các tuyến chiến hào phía sau nhằm tránh thương vong do pháo binh.
8 giờ 55 phút ngày 10 tháng 3, cuộc tấn công của quân đội Liên Xô triển khai trong thời tiết cực kỳ xấu. Một trận bão tuyết quét qua các trận địa của quân đội hai bên. Tầm nhìn sụt xuống chỉ còn 100-200 mét, vô hiệu hóa khả năng yểm hộ của không quân cũng như hạn chế đáng kể độ chính xác của pháo binh. Trước tình hình đó, thượng tướng K. S. Moskalenko - chỉ huy Tập đoàn quân số 38 - đã đề nghị hoãn cuộc tấn công lại cho đến khi thời tiết khá hơn. Ý kiến của ông nhận được sự ủng hộ của Thượng tướng A. A. Grechko, tư lệnh Tập đoàn quân cận vệ 1. Tuy nhiên, đại tướng I. Ye. Petrov, tư lệnh Phương diện quân Ukraina 4, đã bác bỏ đề nghị này:
| “                | Ngày giờ tấn công đã được phê duyệt và họ [ý nói STAVKA] là những người quyết định tối hậu. Yêu cầu về việc lùi thời gian tấn công là vô ích. | ” |
| — I. Ye. Petrov, | |   |

Không chỉ thời tiết tồi tệ đã ảnh hưởng nghiêm trọng đến độ chính xác của pháo binh Liên Xô, biện pháp rút lui sớm của quân Đức đã làm cho phần lớn trận pháo kích của Tập đoàn quân 38 và Tập đoàn quân cận vệ 1 bắn vào chỗ trống. Quân Đức đã bảo tồn được lực lượng ở tuyến sau, nơi mà pháo binh Liên Xô chưa với tới. Thiệt hại của quân Đức trong các đợt pháo kích được giảm thiểu, nhiều boong ke, lô cốt, hỏa điểm không bị áp chế và hệ thống thông tin liên lạc, chỉ huy vẫn hầu như còn nguyên. Trong ngày tấn công đầu tiên, các Quân đoàn bộ binh sơn chiến 126, 127 (Tập đoàn quân 38) và Quân đoàn bộ binh cận vệ 3 (Tập đoàn quân cận vệ 1) mặc dù có 2 lữ đoàn xe tăng và 3 trung đoàn pháo tự hành tăng cường nhưng chỉ lấn vào tuyến phòng thủ của quân Đức từ 3 đến 4 km thay vì 23 đến 25 km như kế hoạch đề ra. Tính bất ngờ của cuộc tấn công bị mất.
Ngày 12 tháng 3, tình hình trở nên phức tạp. Tướng Gotthard Heinrici điều các sư đoàn bộ binh 68, 253 và Sư đoàn xe tăng 18 SS "Horst Wessel" từ Wodzisław và Fryštát kéo ra phản kích liên tục vào đội hình tấn công của Tập đoàn quân 38. Tướng K. S. Moskalenko buộc phải tung Lữ đoàn xe tăng hạng nặng 42 vào trận nhưng tốc độ tấn công cũng chỉ nhích lên 5 km trong ngày. Tại dải tấn công của Tập đoàn quân cận vệ 1, tình hình cũng không sáng sủa hơn. Các trung đoàn pháo tự hành và các sư đoàn bộ binh sơn chiến chìm ngập trong tuyết tiến lên từng mét một trên các sườn núi. Ngày 13 tháng 3, tướng A. A. Grschko điều các đại đội súng phun lửa lên phía trước để khắc phục các hỏa điểm của quân Đức nhưng kết quả rất hạn chế. Trong tuần đầu tiên của chiến dịch, quân Đức liên tục điều chuyển Quân đoàn xe tăng 24 tới khu vực và tổ chức phản kích quyết liệt. Chỉ tính riêng từ ngày 12 đến ngày 15 tháng 3, Tập đoàn quân 38 phải chống lại 39 cuộc phản kích của 3 sư đoàn bộ binh và 1 sư đoàn xe tăng Đức để giữ được khu vực tiền duyên mới chiếm lĩnh chỉ rộng 15 km và sâu 5 km. Ngày 17 tháng 3, quân đội Liên Xô buộc phải ngừng tấn công và điều chỉnh lại chiến thuật và bố trí lực lượng.
Ngay ngày 17, Đại bản doanh gửi trực tiếp đến Bộ chỉ huy Phương diện quân Ukraina bốn bản tổng kết các sai lầm trong chiến thuật của Hội đồng quân sự phương diện quân như sau:

Gửi riêng cho Petrov và Mekhlis.
Đại bản doanh xét thấy giải trình của Đại tướng Petrov vào ngày 17 tháng 3 năm 1945 là không thuyết phục và nhận định như sau:
1. Tư lệnh Phương diện quân, đại tướng Petrov, trước tình hình bộ đội chưa hoàn toàn sẵn sàng tấn công, lẽ ra phải báo cáo về Đại bản doanh và đề nghị thêm thời gian chuẩn bị để Đại bản doanh xem xét. Tuy nhiên Đại tướng Petrov không quan tâm đến điều đó hoặc e sợ phải báo cáo trực tiếp lên Đại bản doanh về tình hình chưa được chuẩn bị sẵn sàng của bộ đội. Ủy viên Hội đồng quân sự, thượng tướng Mekhlis, Ủy viên Ban chấp hành Trung ương Đảng Cộng sản Liên Xô (b) cũng có khuyết điểm đối với sự khởi đầu tấn công thất lợi. Mặc dù biết rằng bộ đội đang ở trong tình trạng chưa sẵn sàng tấn công nhưng lại không báo cáo về Đại bản doanh.
2. Bộ chỉ huy Phương diện quân và các Tập đoàn quân không chú trọng đến việc ngụy trang, nghi binh và che giấu mức độ tập trung binh lực cho việc chuẩn bị tấn công.
3. Cơ quan Bộ chỉ huy Phương diện quân bị phân tán rải rác trên toàn mặt trận và các cơ sở hậu cần đảm bảo thì lại đóng cách xa đến 130 km kể từ tiền duyên.

Những thiếu sót trên và việc không chuẩn bị kỹ càng cho chiến dịch đã dẫn đến thất bại của chiến dịch tấn công. Đây là lời cảnh cáo cuối cùng của Đại bản doanh đối với đại tướng Petrov cũng như vạch ra các sai sót trong quá trình chỉ đạo bộ đội.
18 giờ 30 phút ngày 17 tháng 3 năm 1945. Thay mặt Đại bản doanh: Stalin và Antonov.

Từ ngày 18 đến ngày 21 tháng 3, Tập đoàn quân 38 tiến hành các trận đánh trinh sát để thăm dò các tuyến phòng thủ của quân Đức trong điều kiện thời tiết tạnh ráo hơn. Ngày 22 tháng 3, tư lệnh Tập đoàn quân 38, tướng K. S. Moskalenko đề xuất một kế hoạch mới, trong đó hướng tấn công chính được điều chỉnh lên phía thành phố Żory cách Moravská-Ostrava khoảng 40 km về phía Đông Bắc thay vì đánh vỗ mặt từ hướng Strumień. Mũi tấn công này được cho là thuận lợi hơn vì địa hình tại đây ít phức tạp hơn, phòng tuyến của quân Đức yếu hơn và tầm nhìn của pháo binh từ hướng này cũng tốt hơn. Thêm vào đó, phía Đông Bắc của thành phố là một vùng rừng thích hợp cho việc che giấu và ngụy trang lực lượng. Kế hoạch của Moskalenko nhanh chóng được I. Ye. Petrov chấp thuận. Từ ngày 21 đến 23 tháng 3, Tập đoàn quân 38 di chuyển các đơn vị tăng và pháo nặng lên hướng Żory. Tập đoàn quân cận vệ 1 tiếp quản trận tuyến của Tập đoàn quân 38 trên hướng Strumień, chỉ để lại Sư đoàn bộ binh 237 phòng thủ trên hướng Żywiec. Cuộc tấn công thứ hai của Tập đoàn quân 38 và Tập đoàn quân cận vệ 1 còn có vai trò yểm hộ sườn trái cho Tập đoàn quân 60 (Phương diện quân Ukraina 1) đang tấn công Racibórz trong giai đoạn đầu của Chiến dịch Thượng Silesia được khởi sự ngày 15 tháng 3.

### Giai đoạn II: từ 24 tháng 3 đến 5 tháng 4

#### Đông Bắc Morava
Sáng 24 tháng 3, sau 45 phút pháo binh bắn chuẩn bị, Tập đoàn quân số 38 tiếp tục tấn công. Thời tiết tốt lên đã tạo điều kiện cho Tập đoàn quân không quân 8 huy động nhiều máy bay ném bom và cường kích yểm hộ cho cuộc tấn công này. Ngay trong ngày đầu tiên, các quân đoàn sơn chiến 126, 127 và Quân đoàn bộ binh 95 đã phá vỡ ba lớp hầm hào phòng ngự của Quân đoàn bộ binh 59 (Đức) và đột phá sâu đến 7 km. Ngày 24 tháng 3, các quân đoàn sơn chiến và bộ binh Liên Xô tiếp tục tấn công sau một loạt pháo kích dài 20 phút. Chiều cùng ngày, các chi đội phái đi trước của Quân đoàn sơn chiến 127 đã tiếp cận ngoại vi thị trấn Loslau (nay là Wodzisław Śląski). Đêm 24 rạng ngày 25 tháng 3, tướng Gotthard Heinrici điều Sư đoàn xe tăng 19 và 2 sư đoàn bộ binh ra phản kích để giải tỏa Loslau. Sang 25 tháng 3, tướng K. S. Moskalenko huy động Lữ đoàn pháo chống tăng 6 và các trung đoàn pháo chống tăng 1506, 1642, 1663, 1672 lên phía trước yểm hộ cho các quân đoàn bộ binh 95 và 101 tiến hành phản đột kích, đánh lùi Sư đoàn xe tăng 8 (Đức). Trong ngày 25 tháng 3, các quân đoàn sơn chiến nhẹ 126 và 127 đã mở rộng cửa đột phá lên đến 20 km chiều rộng và 15 km chiều sâu. Sáng ngày 26 tháng 3, Tập đoàn quân số 38 giải phóng Loslau. Trên cánh phải của Tập đoàn quân 38, Quân đoàn bộ binh 28 (Tập đoàn quân 60) cũng giải phóng thành phố Rybnik, mở đường tấn công sang Racibórz. Tuyến phòng thủ Đông Bắc Morava của quân Đức bị vỡ một mảng lớn. Ngày 1 tháng 4, Bộ tư lệnh Cụm tập đoàn quân Trung tâm (Đức) phải tăng viện cho tướng Gotthard Heinrici Quân đoàn xe tăng 24 gồm các sư đoàn xe tăng 8, 17 và các sư đoàn bộ binh 75 và 253 để cứu vãn tình thế.
Ngày 26 tháng 3, đại tướng A. I. Yeryomenko thay thế đại tướng I. Ye. Petrov làm tư lệnh Phương diện quân Ukraina 4. Sau khi nghiên cứu tình hình, ông yêu cầu Tập đoàn quân 18 và Tập đoàn quân cận vệ 1 tiếp tục tấn công nhằm kéo bớt quân Đức ra khỏi mũi công kích chính của Tập đoàn quân 38. Ngày 29 tháng 3, sau 45 phút pháo binh bắn chuẩn bị, lúc 11 giờ 45 phút, các quân đoàn bộ binh 107 và cận vệ 3 của Tập đoàn quân cận vệ 1 triển khai tấn công trên hướng Fryštát. Ngay trong ngày 29 tháng 3, Quân đoàn bộ binh 107 đã đánh chiếm thị trấn Drogomyśl và điểm cao 259,3 trên bờ sông Olza. Từ điểm cao này, Lữ đoàn hỏa tiễn và Lữ đoàn pháo nòng dài cận vệ 24 có thể triển khai trận địa và bắn trực chỉ vào Fryštát. Tận dụng lúc quân Đức tập trung binh lực vào hướng Đông Bắc Morava, ngày 1 tháng 4, Sư đoàn bộ binh 237 (Quân đoàn 107) đã mở cuộc tấn công từ Žilina, vượt qua vùng núi thấp giữa sông Soła và thượng nguồn Wisla, đánh chiếm Głębce và Istebna. Bị Sư đoàn 237 tấn công từ sau lưng trong khi đang phải đối phó với Quân đoàn tăng cường 159 (Liên Xô) trên hướng Raiša (Rajcza), Cụm tác chiến sư đoàn xung kích 87 (Đức) buộc phải bỏ phòng tuyến sông Soła rút về phía Tây.
Ở trên tuyến tấn công chính, tại khu vực tác chiến của Tập đoàn quân số 38 và Tập đoàn quân cận vệ số 1, quân Đức tiếp tục chống cự kịch liệt dựa trên một hệ thống phòng ngự cứng rắn quy mô lớn. Chỉ có những mũi đột kích chính của Tập đoàn quân số 38 là có thể tiếp tục tiến lên trước. Vào đầu tháng 4 năm 1945, Quân đoàn sơn chiến 126 và Quân đoàn bộ binh số 95 đã tiếp cận sông Oder, đánh chiếm và mở rộng một số đầu cầu vượt sông. Đến đây, sự chống cự kịch liệt của quân Đức cùng với hình thái chiến trướng buộc quân đội Liên Xô phải dừng cuộc tấn công và điều chỉnh kế hoạch. Ngày 5 tháng 4, Tập đoàn quân 38 được lệnh chuyển sang phòng ngư, chuẩn bị cho các trận đánh mới.

#### Ở phía Nam dãy núi Slovashki Beskid
Đối diện với 6 sư đoàn của Tập đoàn quân 18 (Liên Xô) là 4 sư đoàn của Quân đoàn bộ binh sơn chiến 49 (Đức). Địa hình phía Nam dãy núi Slovashki Beskid phức tạp nên quân Đức chủ yếu dựa vào các triền núi để bố trí các tuyến phòng thủ. Hai con sông Orava, Orava Trắng và thượng nguồn sông Váh tạo thành các thung lũng chạy dọc theo hướng tấn công tạo nên sự thuận lợi cho các cuộc tấn công. Cuộc tấn công ở đây tiến hành muộn hơn. Ba ngày sau khi Tập đoàn quân 38 phải dừng lại trên hướng Morava, Tập đoàn quân 18 mới phát động các trận tấn công theo hướng chung đến Žilina.
Ngày 20 tháng 3, Quân đoàn bộ binh cận vệ 17 bắt đầu tấn công dọc theo thượng nguồn sông Orava về xuôi. Thời tiết tốt trên khu vực đã tạo điều kiện cho Tập đoàn quân không quân 8 yểm hộ cho các trận công kích trên mặt đất. Cuối ngày 21 tháng 3, Sư đoàn bộ binh 138 đánh lui Sư đoàn bộ binh sơn chiến 4 (Đức), chiếm thị trấn Tvrdosin nằm trên ngã ba sông Orava chính và sông Orava Đen, Sư đoàn bộ binh 8 cũng đánh chiếm thị trấn Trstena. Ở phía Bắc, Quân đoàn tăng cường 159 cũng tấn công dọc theo sông Orava Trắng và đánh chiếm các điểm dân cư Oravská Polhora và Námestovo, đánh thiệt hại nặng Sư đoàn bộ binh 16 (Hungary).
Ở phía Nam, ngày 30 tháng 3, Quân đoàn Tiệp Khắc 1 được tăng cường Sư đoàn bộ binh cận vệ 24 và Trung đoàn xe tăng cận vệ 1 (Liên Xô) bắt đầu tấn công dọc theo thượng nguồn sông Váh. Sư đoàn 320 (Đức) bị tổn thất nặng sau 4 ngày kháng cự và phải rút lui về thành phố. Chiều 3 tháng 4, công binh Đức làm nổ tung cây cầu ở phía Tây Liptovský Mikuláš trên con lộ nối thành phố này với Ružomberok để chặn đường truy kích của liên quân Liên Xô-Tiệp Khắc. Chỉ hai ngày sau, Lữ đoàn công binh 9 và Tiểu đoàn công trình 897 đã làm xong ba cây cầu treo và một đường ngầm qua sông Orava. Quân đội Liên Xô và Tiệp Khắc lại tiếp tục tiến sang phía Tây. Sáng ngày 3 tháng 4, các lữ đoàn bộ binh Tiệp khắc 3, 4 và Sư đoàn bộ binh cận vệ 24 (Liên Xô) giải phóng thành phố Liptovský Mikuláš. Ngày 5 tháng 4, đến lượt Ružomberok được Quân đoàn Tiệp Khắc 1 giải phóng.
Ngày 6 tháng 4, tướng Karl von Le Suire ra lệnh rút lui toàn bộ Quân đoàn sơn chiến 49 (Đức) khỏi phía Nam sườn núi Slovashki Beskid. Trên đường rút quân, lính Đức phá hủy các cầu bắc qua sông Váh ở Ružomberok, Kralevaci (???) và Vrútky. Các tuyến đường sắt và đường bộ dọc ngang chạy qua Ružomberok cũng bị phá hoại nặng nề. Tuy nhiên, lực lượng công binh sơn chiến Liên Xô đã khôi phục các tuyến đường sắt, đường bộ và làm cây cầu mới chỉ sau một tuần. Ngày 7 tháng 4, Tập đoàn quân 18 (Liên Xô) đã tiếp cận tuyến phòng thủ mới của quân Đức trên sườn phía Tây dãy núi Fatra Lớn.
Trong giai đoạn cuối tháng 3 đầu tháng 4, tuy Phương diện quân Ukraina 4 đột phá được một số khu vực trên trận tuyến, nhiệm vụ đánh chiếm khu công nghiệp Moravská-Ostrava vẫn chưa hoàn thành được. Tuy nhiên hoạt động tích cực của Phương diện quân Ukraina 4 đã góp phần củng cố đáng kể vị thế của cánh trái Phương diện quân Ukraina 1 và giúp Phương diện quân này giải phóng khu vực Thượng Silesia.

### Giai đoạn III: từ 6 tháng 4 đến 5 tháng 5

#### Giải phóng Moravská-Ostrava
Đến đầu tháng 4, hình thái trận tuyến của Phương diện quân Ukraina 4, 1 và 2 tại Tiệp Khắc có dạng giống như một cung lõm về phía Đông, bao quanh lấy Tập đoàn quân xe tăng 1 của quân đội Đức Quốc xã. Bộ chỉ huy quân đội Liên Xô quyết định tận dụng hình thái này để thực hiện một kế hoạch bao vây nguyên một khối quân lớn của Đức Quốc xã. Nhằm tăng cường binh lực cho Phương diện quân Ukraina 4, Đại bản doanh quyết định điều chuyển Tập đoàn quân 60 cho Phương diện quân. Tập đoàn quân này cùng với Tập đoàn quân 38 và Tập đoàn quân cận vệ 1 được giao nhiệm vụ tấn công dọc theo tả ngạn sông Oder về hướng Olomouc để hội quân với Phương diện quân Ukraina 2 đang tấn công Olomouc từ hướng Tây Nam. Ngày mở màn cuộc tấn công được ấn định là 15 tháng 4 năm 1945, đúng 1 ngày trước khi chiến dịch Berlin mở màn. Để thực hiện ý đồ này, ngày 7 tháng 4, Tập đoàn quân 38 được tăng cường Lữ đoàn xe tăng Tiệp khắc 1 vượt sông Oder ở phía Nam Racibórz và bố trí tại sườn trái của Tập đoàn quân 60. Tập đoàn quân cận vệ 1 thay thế Tập đoàn quân 38 chiếm lĩnh dải tấn công ở phía Bắc Nový Bohumín. Tập đoàn quân 60 được tăng cường Quân đoàn xe tăng 31 bố trí ở phía Bắc Opava. Đòn tấn công chính dự đinh giáng vào hướng Tây Bắc Morava.
Về phía quân Đức, trong một nỗ lực cuối cùng nhằm chống giữ sự kiểm soát của chế độ Hitler đối với vùng mỏ than cuối cùng còn sót lại của Đế chế thứ Ba cũng như cụm công nghiệp than - thép Moravská-Ostrava, trong tháng 4 năm 1945, Bộ chỉ huy tối cao Đức Quốc xã đã điều một lượng lớn viện binh đến khu vực này. Cho đến đầu tháng 4 năm 1945, thành phần Tập đoàn quân xe tăng 1 (Đức) đã tăng lên 22 sư đoàn, trong đó có 5 sư đoàn xe tăng. Tại Morava, quân Đức đã bố trí nhiều khu vực phòng thủ cứng rắn với các công sự được củng cố kỹ càng, chạy dọc theo các con sông Opava, Oder, Olza. Hệ thống công sự này dựa trên các hệ thống lô cốt và hỏa điểm cũ tại vùng biên giới Tiệp Khắc-Đức xây dựng từ thập niên 1920-1930 dưới sự hướng dẫn của các kỹ sư Pháp. Chính vì vậy, việc phá vỡ các phòng tuyến vững chắc này đòi hỏi sự phối hợp nhịp nhàng giữa bộ binh và pháo binh và việc tái chuẩn bị kỹ lưỡng cũng như điều chỉnh kế hoạch cho phù hợp. Các thông tin tình báo thu thập được cho thấy đóng đối diện các vị trí của Tập đoàn quân 60 và 38 (Liên Xô) là Quân đoàn bộ binh 11 và 3/4 Quân đoàn đoàn xe tăng 24 (Đức) gồm 3 sư đoàn xe tăng, 1 sư đoàn trượt tuyết, 1 sư đoàn biệt kích, 1 sư đoàn và 2 cụm tác chiến sư đoàn bộ binh. Đối diện với Tập đoàn quân cận vệ 1 (Liên Xô) trên hướng Bắc Morava là Quân đoàn bộ binh 59 (Đức) gồm 1 sư đoàn xe tăng SS, 2 sư đoàn và 2 cụm tác chiến sư đoàn bộ binh. Cụm phòng thủ Thượng Silesia (tương đương sư đoàn) cũng được đặt dưới quyền chỉ huy của tướng Ernst Sieler. Mật độ binh lực phòng ngự trên hướng Bắc Morava của quân Đức không thua kém hướng Berlin về người và xe tăng.
-
Từ ngày 7 đến ngày 9 tháng 4, tướng Ernst Sieler tập trung các sư đoàn bộ binh 68 và 544 cùng Sư đoàn xe tăng 18 SS mở cuộc phản kích vào khu vực đầu cầu Tunskirkha (Trawniki) do các quân đoàn bộ binh 11 (Tập đoàn quân cận vệ 1) và 95 (Tập đoàn quân 38) đang chiếm giữ. Sư đoàn bộ binh 715 mới được diều từ mặt trận Ý đến cũng tham gia cuộc phản công. Chiều ngày 7 tháng 4, xe tăng Đức đã đột phá đến cách bờ sông Oder 500 mét. Sáng ngày 8 tháng 4, tướng A. A. Grechko điều động các trung đoàn pháo chống tăng cận vệ 4, cận vệ 317 và 1646 cùng Quân đoàn bộ binh cận vệ 3 đến khu vực đầu cầu để phản kích. Ngày 9 tháng 4 đã diễn ra trận giao chiến ác liệt giữa hơn 60 xe tăng hạng nặng của quân Đức và các trung đoàn pháo chống tăng Liên Xô. Chiều tối ngày 9 tháng 4, khi trận đánh kết thúc, 34 xe tăng và pháo tự hành, 4 xe bọc thép và hơn 600 lính Đức đã nằm lại trên bãi chiến trường. Quân Đức buộc phải dừng cuộc phản công và căn cứ đầu cầu Tunskirkha vẫn nằm trong tay quân đội Liên Xô.
Đợt tấn công mới của quân đội Liên Xô bắt đầu ngày 15 tháng 4 năm 1945 sau một loạt pháo bắn chuẩn bị kéo dài 35 phút. Pháo binh của các Tập đoàn quân 60 và 38 khai hỏa vào lúc 9 giờ 15 phút, pháo binh của Tập đoàn quân cận vệ 1 triển khai hỏa lực lúc 9 giờ 30 phút. Không chịu nổi sức ép của các đòn tấn công trên bộ và trên không, Quân đoàn bộ binh 11 (Đức) buộc phải bỏ các vị trí tiền tiêu và rút về phía Nam. Trong ngày đầu tiên, các quân đoàn bộ binh 15, 28, 101 và các quân đoàn sơn chiến nhẹ 126, 127 (Liên Xô) đã đột phá sâu 8 km trên hướng Donki-Benecov (Dolni Benesov), Tây Bắc Moravská-Ostrava 30 km. Ngày 16 tháng 4, cuộc chiến diễn ra với cường độ rất ác liệt với nhiều trận đột kích và phản đột kích từ hai phía. Mặc dù không quân Xô Viết gần như làm chủ bầu trời và tích cực yểm hộ cho bộ binh nhưng Quân đoàn 11 (Đức) đã dựa vào các hệ thống phòng thủ chuẩn bị từ trước để tổ chức chống cự kịch liêt hơn và làm chậm cuộc tấn công của quân đội Liên Xô.
Ngày 17 tháng 4, sau một đợt tấn công dữ dội tại khu vực tiếp giáp giữa hai tập đoàn quân số 60, 38; Quân đoàn xe tăng 31 của tướng G. G. Kuznetsov được đưa vào cửa đột phá, đến chiều 17 tháng 4, các lữ đoàn xe tăng 237, 242, Lữ đoàn cơ giới 65 cùng các trung đoàn pháo tự hành 367 và 1442 đã tiếp cận sông Opava tại Kravaře và bắt đầu vượt sông đánh chiếm các đầu cầu ở bờ Nam. Ngày hôm sau đầu cầu đã được mở rộng đến 10 cây số và trận tuyến dần dần tiếp cận tuyến phòng thủ cứng rắn của quân Đức trong khu vực. Đây là một tuyến phòng ngự khó nuốt đốt với phe tấn công khi nó bao hàm những hỏa điểm với tầm bao quát có thể che phủ cho nhau, các công sự bê tông có lớp vách cấu tạo rất cứng chắc, khó đục thủng (kể cả với đạn pháo 152 ly) được bố trí dày đặc và ngụy trang kỹ lưỡng. Để phá vỡ tuyến phòng thủ này, quân đội Liên Xô đã thành lập những tổ xung kích bao hàm một tiểu đội bộ binh kèm với công binh mang bộc phá, 2-3 khẩu đội chống tăng và một số binh sĩ mang lựu đạn khói. Tham gia trong thành phần các tổ xung kích là những sĩ quan Tiệp Khắc từng phục vụ tại khu vực này trước chiến tranh: họ cung cấp vị trí các hỏa điểm, lô cốt, công sự cho các tổ xung kích và giúp họ tìm ra các chỗ yếu trên hàng phòng thủ. Mặc dù đã sử dụng nhiều biện pháp nhằm đối phó với loại hệ thống công sự như vậy, việc chọc thủng phòng tuyến quân Đức vẫn diễn ra rất khó khăn. Từ ngày 19 đến ngày 21 tháng 4, Quân đoàn bộ binh sơn chiến 126 của Tập đoàn quân 38 chỉ mới hạ gục được 10 lô cốt và 18 hỏa điểm súng máy. Sau hơn một tuần kịch chiến, ngày 22 tháng 4, quân đội Liên Xô cuối cùng cũng đã vượt qua lớp phòng tuyến cứng rắn này và giải phóng thành phố Troppau (nay là Opava) tại vùng biên giới Tiệp-Đức. Đó cũng là ngày mà quân đội Liên Xô bắt đầu đột nhập vào thành phố Berlin.
Trên chính diện phía Bắc, Tập đoàn quân cận vệ 1 sử dụng 3/4 quân đoàn tấn công theo hướng Nam và đến cuối ngày 16 tháng 4 đã chiếm được Ocina (???), Hať và Bohumín. Ngày 19 tháng 4, Quân đoàn bộ binh cận vệ 3 có Lữ đoàn xe tăng Tiệp Khắc 1 cùng đi đánh chiếm thành phố Hlučín, cách Ostrava 10 km về phía Bắc. Ngày 19 tháng 4, tướng Ernst Sieler điều động Sư đoàn dự bị 154 là lực lượng dự trữ cuối cùng của Quân đoàn bộ binh 59 (Đức) cùng với Sư đoàn xe tăng 17 mở hai cuộc phản kích lớn vào Bohumín để đỡ đòn cho Quân đoàn xe tăng 24 đang bị cô lập ở phía Tây Moravská-Ostrava. Ngày 22 tháng 4, các quân đoàn bộ binh 107, 11 và Lữ đoàn xe tăng Tiệp Khắc 1 đánh lui cuộc phản kích của Quân đoàn bộ binh 59 (Đức), tiếp tục đánh chiếm Nowy Bohumín (Bohumín) và tiến đến sát ngoại ô phía Bắc Moravská-Ostrava. Cùng ngày, Tập đoàn quân 38 đánh chiếm các thị trấn Svinov và Klimkovice. Moravská-Ostrava bị bao vây từ ba hướng. Cánh quân Đức tại đây chỉ còn con đường rút lui duy nhất dọc theo các con sông Odra và Bečva về Přerov.
Ở phía Nam, Tập đoàn quân 18 tấn công song song với các binh đoàn của Phương diện quân Ukraina 2 trong Chiến dịch tấn công Bratislava-Brno nhưng vẫn bị Quân đoàn bộ binh sơn chiếm 49 (Đức) chặn lại trên phòng tuyến sông Rajčanka cho đến ngày 29 tháng 4. Sư đoàn sơn chiến 4 và Cụm tác chiến sư đoàn xung kích 78 (Đức) bố trí phòng thủ rất chặt chẽ trên các ngọn núi Minol cao 1.364 m, Grun cao 1.165 m và Polom cao 1.069 m với các công trình boong ke bằng bê tông và đá, tạo thành một tam giác phòng thủ chắn ngang đường tấn công của Tập đoàn quân 18 (Liên Xô) đến sông Váh. Để cơ động pháo binh trên địa hình rừng núi, Tập đoàn quan 18 đã phải dùng đến sức kéo thô sơ. Cứ 6 cặp bò hoặc ngựa kéo một khẩu sơn pháo 76 mm trên sườn núi dốc đến 30 độ. Ngày 29 tháng 4, sau khi tập trung đủ các lữ đoàn và trung đoàn pháo, súng cối, Quân đoàn bộ binh cận vệ 17 và Quân đoàn Tiệp Khắc 1 tấn công Žilina. Chỉ sau một ngày, liên quân Liên Xô - Tiệp Khắc đã đánh bại hai sư đoàn Đức. Ngày 30 tháng 4, khi Sư đoàn bộ binh 79 (Liên Xô) cắm lá cờ lên nóc nhà Quốc hội Đức cũng là ngày Žilina và Nové Město (Kysucke Nové Město) được giải phóng. Ngày 1 tháng 5, Quân đoàn xung kích 159 (Liên Xô) đánh chiếm Čadca, một trung tâm phòng ngự quan trọng của quân Đức bên bờ sông Kysuca.

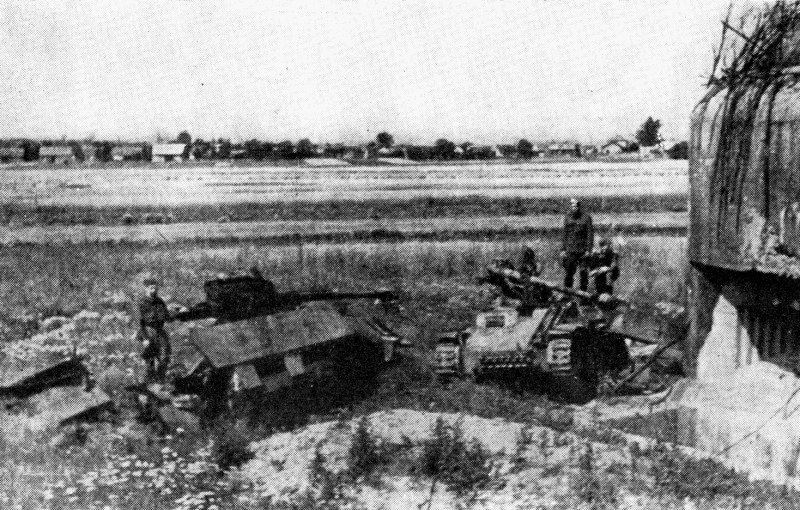
Các binh sĩ của Lữ đoàn xe tăng Tiệp Khắc 1 tại tuyến phòng thủ của quân Đức mà họ vừa chiếm được ở phía Bắc Ostrava

Nhiệm vụ chính của Phương diện quân Ukraina 4 không gì khác hơn là giải phóng khu công nghiệp Moravská-Ostrava với trung tâm là thành phố Ostrava. Nhằm giảm thiểu hết mức những thiệt hại đối với các cơ sở kinh tế trong vùng, Bộ Tư lệnh phương diện quân không tấn công trực diện vào thành phố mà hành tiến vòng qua nó. Theo kế hoạch này, Tập đoàn quân cận vệ 1 sẽ tiến vòng qua Ostrava từ phía Bắc và Tập đoàn quân số 38 tiến qua từ phía Tây. Tập đoàn quân 60 và Quân đoàn xe tăng 31 sau khi chiếm Opava và Fulnek sẽ bẻ mũi tấn công sang phía Tây, tạo thành một hướng công kích vào Praha. Sau vài ngày thanh toán các cứ điểm mạnh án ngữ các con đường dẫn vào Ostrava, ngày 29 tháng 4 quân đội Liên Xô đã tiếp cận vùng ngoại vi thành phố. Cuộc tổng tấn công vào Ostrava bắt đầu vào sáng ngày 30 tháng 4 sau một trận oanh kích của pháo binh và không quân. Đến 13 giờ, quân đội Liên Xô vượt qua khu ngoại vi thành phố và đến 18 giờ Ostrava được giải phóng. Quân đội Liên Xô tiến vào thành phố trong sự hoan nghênh nồng nhiệt của nhân dân địa phương.
| “ | Niềm vui sướng hân hoan tràn ngập khắp nơi. Mọi cư dân thành phố đều đến bắt tay với những người lính Xô Viết để bày tỏ lòng biết ơn và nói lên những lời nồng ấm. | ” |
| — | |   |

#### Trong cái túi Přerov - Olomouc
Để mất Moravská-Ostrava, quân đội Đức Quốc xã đã mất đi một phòng tuyến cứng rắn và vững chắc tại Bắc Morava nhằm cản chân quân đội Liên Xô. Không những thế, tin Berlin thất thủ đã làm cho binh lính Đức tại Cụm tập đoàn quân Trung tâm hoang mang và giảm sút tinh thần chiến đấu. Chỉ có các đơn vị SS là chống trả quyết liệt đến cùng. Sau khi để mất Moravská-Ostrava, các khu vực phòng thủ khác của quân Đức xung quanh thành phố như Karviná, Fryštát, Cieszyn, Frýdek-Místek lần lượt thất thủ. Tập đoàn quân 38 (Liên Xô) tiến chiếm Fulnek và cùng với Tập đoàn quân 60, Quân đoàn xe tăng 31 hướng đòn tấn công về Šternberk và tiếp cận ngoại vi Olomouc. Tập đoàn quân cận vệ 1 sau khi đánh chiếm Fryštát, Frýdek-Místek cũng dồn quân Đức về phía Glavniče (Hranice). Trên hướng Đông, Tập đoàn quân 18 cũng tăng tốc độ tấn công. Chỉ trong 5 ngày, họ đã tiến lên được từ 50 đến 80 km, đánh chiếm các thành phố Vsetín và Rožnov. Các tập đoàn quân 40 và 53 của Phương diện quân Ukraina 2 cũng hiệp đồng chặt chẽ với cánh trái của Phương diện quân Ukraina 4 trong Chiến dịch tấn công Bratislava-Brno. Chỉ trong một tuần, các thành phố Považská Bystrica, Zlín, Uherský Brod, Uherské Hradiště và Kroměříž lần lượt bị đánh chiếm. Tập đoàn quân xe tăng 1 (Đức) thu nhận Quân đoàn bộ binh 72 từ Cụm tập đoàn quân Áo (nguyên là Cụm tập đoàn quân Nam) và được tăng viện thêm Sư đoàn xe tăng 19, các sư đoàn bộ binh 304, 371, 545. Cánh quân này co cụm về khu vực Přerov - Olomouc để chống cự với hy vọng có thể đầu hàng các nước đồng minh phương Tây khi Tập đoàn quân 3 (Hoa Kỳ) đã tiến đến biên giới Tiệp Khắc. Ngày 6 tháng 5, quân đội Liên Xô giải phóng Šternberk và tiếp cận ngoại vi Olomouc. Đó cũng là ngày mà Phương diện quân Ukraina 1 cùng với Phương diện quân Ukraina 4 mở Chiến dịch Praha, đánh tan khối quân chủ lực cuối cùng của quân đội Đức Quốc xã đang đóng tại Tiệp Khắc. Cũng trong ngày này, người dân Praha bắt đầu phát động cuộc khởi nghĩa lớn cuối cùng trong Chiến tranh thế giới thứ hai ở châu Âu.

## Kết quả, đánh giá và ảnh hưởng

### Kết quả
Tổn thất của Phương diện quân Ukraina 4 (Liên Xô) trong các hoạt động chiến đấu từ tháng 3 đến hết tháng 4 năm 1945 tại khu vực Morava lên đến 23.964 người chết (chiếm 7,6% tổng quân số), 88.657 người khác bị thương. Về tỷ lệ thương vong trong cùng thời gian ở các hoạt động quân sự ngoài khuôn khổ các cuộc tấn công chiến lược, thương vong của Phương diện quân Ukraina 4 trong chiến dịch này chỉ đứng thứ hai sau Phương diện quân Byelorussia 1 trong các hoạt động đột phá vào khu vực pháo đài Küstrin, phía Đông Berlin từ ngày 3 tháng 2 đến ngày 30 tháng 3 năm 1945. Tuy nhiên, bình quân thương vong trong một ngày của Phương diện quân Ukraina 4 còn xếp sau Phương diện quân Ukraina 1 trong các chiến dịch Hạ Silesia, Thượng Silesia và Phương diện quân Ukraina 3 trong các trận đánh phòng thủ tại khu vực Hồ Balaton từ ngày 6 đến ngày 15 ngày 3 năm 1945. Quân đội Liên Xô đã đánh chiếm được Moravská-Ostrava, khu công nghiệp lớn cuối cùng của nước Đức Quốc xã tại Đông Nam nước Đức, mở ra con đường tiến đánh Praha từ phía Đông.
Tổn thất của quân đội Đức Quốc xã không được xác định tuyệt đối chính xác nhưng các số liệu từ phía Đức cho thấy quy mô tổn thất tăng lên bất thường. Thống kê lưu trữ của Cộng Hòa Liên Bang Đức cho biết từ ngày 10 tháng 3 đến 20 tháng 4 năm 1945, chỉ riêng Tập đoàn quân xe tăng 1 và Tập đoàn quân 17 (Đức) đã mất 16.275 người chết, 74.808 bị thương, 27.098 người mất tích. Từ 10 ngày cuối tháng 4 đến 10 ngày đầu tháng 5 năm 1945, Bộ chỉ huy tối cao Đức Quốc xã không còn tập hợp được các báo cáo thương vong từ các mặt trận gửi về. Thống kê của Phương diện quân Ukraina 4 và Phương diện quân Ukraina 2 tập hợp từ báo cáo của các tập đoàn quân gửi về trong tháng 3 và tháng 4 năm 1945 cho biết tổn thất của quân đội Đức Quốc xã vào khoảng 428.000 sĩ quan và binh sĩ, trong đó có khoảng 120.000 tù binh. 15 sư đoàn Đức đã vĩnh viễn bị loại khỏi vòng chiến đấu. Chỉ riêng trong ngày 30 tháng 4 năm 1945, tại thành phố Moravská-Ostrava, quân Đức đã mất 2.500 sĩ quan và binh lính tử trận, hơn 3.000 người bị bắt làm tù binh, 57 khẩu pháo, 25 súng cối, 118 đại liên, 251 trung liên, 2 đoàn tàu bọc thép, 15 xe tăng, 150 xe bọc thép, 1.800 ô tô, 45 máy kéo bị phá hủy. Quân đội Liên Xô thu giữ 129 pháo, 34 súng cối, 151 đại liên, 604 trung liên, 3.340 tiểu liên, 117 ô tô, 335 mô tô, 18 xe tăng và pháo tự hành.
Trong toàn bộ chiến dịch, Phương diện quân Ukraina 4 đã tiến về phía Tây từ 150 km đến 350 km. Tốc độ tấn công từ 1,5 đến 2 km/ngày trong tuần đầu đã tăng lên đên 25–30 km/ngày ở cuối chiến dịch. Quân đội Liên Xô đã giải phóng hơn 2.000 điểm dân cư tại Tây Slovakia và Đông Morava, trong đó có 18 thành phố lớn và trung tâm công nghiệp Moravská-Ostrava.

### Đánh giá
Chiến dịch Moravská-Ostrava trong giai đoạn đầu đã được tiến hành một cách vội vàng, thiếu sự chuẩn bị chu đáo cả về người và phương tiện cũng như về kế hoạch phối hợp hành động. Theo thời hạn mà STAVKA chỉ định thì nếu như cấp Tập đoàn quân còn có ba ngày để chuẩn bị thì đến cấp sư đoàn, thời hạn này chỉ vỏn vẹn còn lại 6 giờ. Đó chính là nguyên nhân đã gây nên tình hình thất lợi cho cánh phải của Phương diện quân Ukraina 4 trên hướng Moravská-Ostrava trong tuần tấn công đầu tiên. Việc thay thế các tướng chỉ huy chủ chốt của Phương diện quân Ukraina 4 cũng không đem lại kết quả tích cực và nó chứng mình rằng I. Ye. Petrov cũng như F. K. Korzhenyevich không phải là nguyên nhân chủ yếu của tình hình thất lợi này. Mặc dù I. Ye. Petrov là người phê duyệt kế hoạch chuyển mũi tấn công chủ yếu sang hướng Żory nhưng người gặt hái thành tích là A. I. Yeryomenko cũng chỉ thu được kết quả hạn chế là đánh chiếm tiền đồn này và phải tạm dừng chiến dịch sau khi đánh chiếm Wodzisław Śląski một cách chật vật.
Tình hình chỉ xoay chuyển rõ rệt khi STAVKA thể hiện rõ quyết tâm đánh chiếm khu công nghiệp than-thép Moravská-Ostrava bằng cách điều chuyển Tập đoàn quân 60 đang tấn công thắng lợi trên hướng Racibórz từ Phương diện quân Ukraina 1 sang Phương diện quân Ukraina 4. Sử dụng dải tấn công hẹp trên bờ Tây sông Oder từ phía Nam Racibórz 15 km đến phía Đông Krnov, các tập đoàn quân 38 và 60 với sự tăng cường của Quân đoàn xe tăng 31 đã tạo ra một quả đấm xung kích rất mạnh từ hướng Tây Bắc Moravská-Ostrava đột kích xuống phía Nam. Đòn tấn công này không những đã loại toàn bộ các tuyến phòng thủ của Tập đoàn quân xe tăng 1 (Đức) và cánh phải của Tập đoàn quân 17 (Đức) trên khu vực Tây Bắc, Bắc và Đông Bắc khu công nghiệp Moravská-Ostrava mà còn uy hiếp phía Bắc thành phố đầu mối giao thông Olomouc, đe dọa cắt đứt con đường rút lui sang phía Tây của cụm quân này cũng như của Quân đoàn sơn chiến 49 và cánh trái của Quân đoàn bộ binh 72 (Đức) đang phòng ngự trên sườn phía Nam dãy núi Moravska-Silesian Beskids và dãy núi Fatra Lớn, buộc các quân đoàn này phải rút lui về khu vực "cái túi" Přerov - Olomouc để trụ lại tại đây.
Giai đoạn cuối của chiến dịch được diễn ra thuận lợi hơn đối với Phương diện quân Ukraina 4 còn do ảnh hưởng của sự kiện Berlin thất thủ. Mặc dù cố gắng ổn định tình hình nhưng Bộ chỉ huy tối cao Đức Quốc xã do Đô đốc Karl Dönitz lãnh đạo vẫn không thể có biện pháp khả thi để chống lại sự sụp đổ quân Đức tại Mặt trận Xô-Đức. Tin đồn về việc Tòa nhà Quốc hội Đức bị chiếm, về việc Adolf Hitler tự sát đã gây nên nhiều hoang mang trong hàng ngũ quân Đức ở mặt trận phía Đông và làm giảm sút đáng kể năng lực chiến đấu của quân Đức.

### Ảnh hưởng

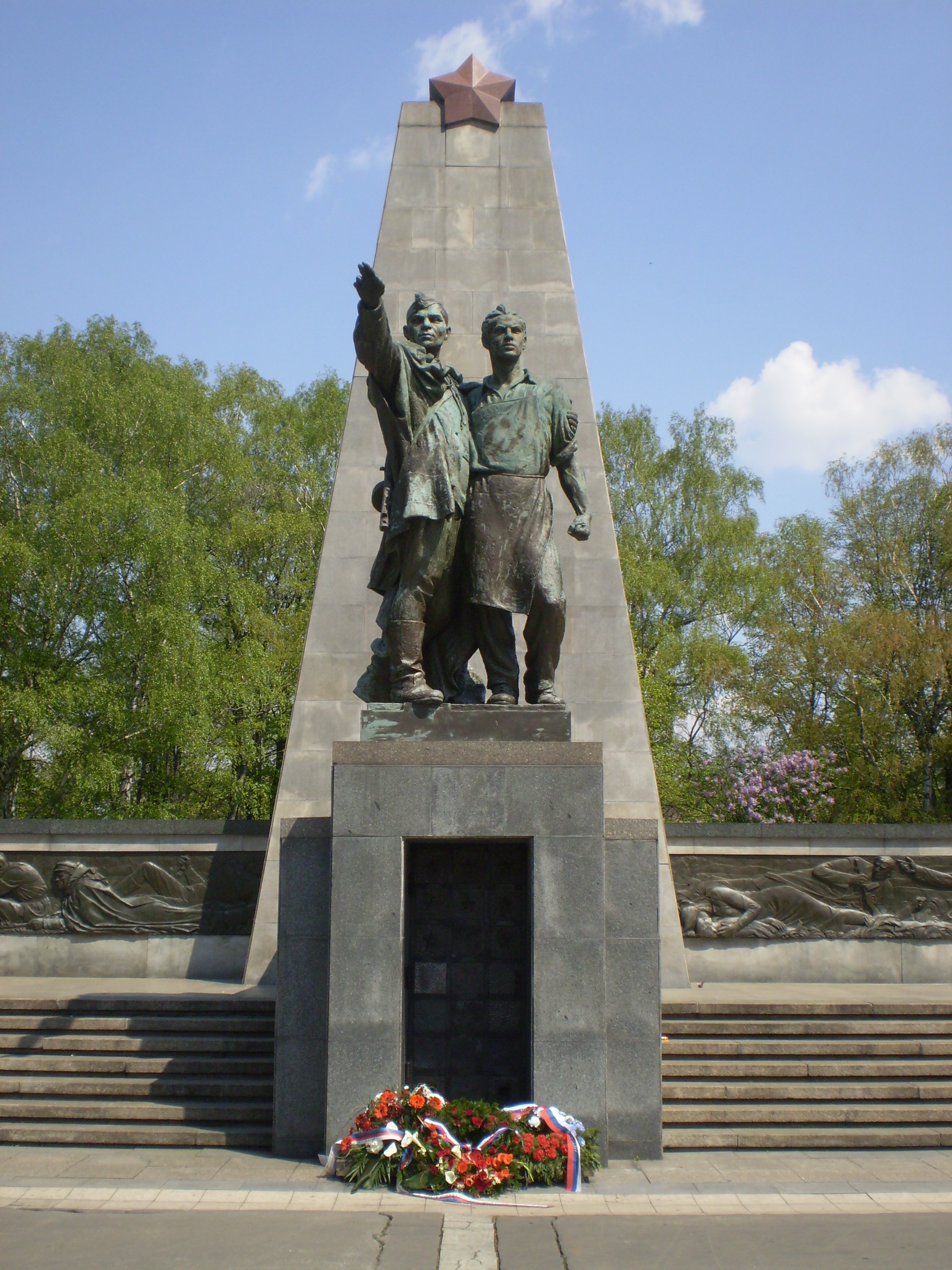
Tượng đài tưởng niệm Hồng quân Liên Xô và Quân đội nhân dân Tiệp Khắc tại công viên Komenska thuộc quận Přívoz của thành phố Moravá-Ostrava

Mặc dù tiến quân chậm hơn hai phương diện quân "láng giềng" Ukraina 1 và Ukraina 2 nhưng các hoạt động của Phương diện quân Ukraina 4 trong chiến dịch này đã thu hút về phía họ một bộ phận đáng kể binh lực quân đội Đức của Cụm tập đoàn quân Trung tâm và Cụm tập đoàn quân Nam (từ ngày 20 tháng 3 là Cụm tập đoàn quân Áo). Các đòn tấn công liên tục trên hướng Moravská-Ostrava do các tập đoàn quân 38, cận vệ 1 và từ ngày 6 tháng 4 có thêm Tập đoàn quân 60 tiến hành đã buộc Bộ chỉ huy Cụm tập đoàn quân Trung tâm (Đức) phải ném vào đây thêm 3 sư đoàn xe tăng (ngoài các sư đoàn xe tăng 8 và 18 SS đã có mặt từ trước). Động thái này đã làm giảm mật độ xe tăng của quân Đức trên hướng Thượng Silesia và không cho Bộ chỉ huy tối cao Đức Quốc xã có thể rút thêm nhiều đơn vị xe tăng hơn về phòng thủ Berlin.
Kết quả đột kích sâu của các tập đoàn quân 38, 60, cận vệ 1 và Quân đoàn xe tăng 31 trong giai đoạn cuối của chiến dịch đã tạo ra một mũi tấn công thứ hai, uy hiếp Cụm quân Đức gồm hơn 900.000 người đang co cụm tại phía Đông Praha. Một phần lớn cụm quân đó gồm các quân đoàn bộ binh 11, 72 và Sơn chiến 49 có nguy cơ bị bao vây tại khu vực tam giác Olomouc - Prostějov - Přerov. Sau khi Salzburg ở Áo bị Tập đoàn quân 3 (Hoa Kỳ) đánh chiếm, Bộ chỉ huy tối cao Đức do Đô đốc Karl Dönitz đứng đầu đã xúc tiến thực hiện phương án thứ hai cho việc di chuyển trọng tâm kháng chiến của nước Đức Quốc xã xuống phía Nam và Praha được chọn làm địa điểm chính. Tuy nhiên, sự kiện Phương diện quân Ukraina 4 đánh chiếm Moravská-Ostrava và Žilina đã đe dọa làm thất bại phương án này. Và Bộ chỉ huy Đức không phải chờ đợi lâu. Ngày 6 tháng 5, các chi đội phái đi trước của Quân đoàn xe tăng 31 đánh chiếm Šternberk và tiếp cận ngoại vi Olomouc, những người yêu nước Tiệp Khắc ở Praha đã nổi dậy khởi nghĩa.
Sau chiến dịch, 92 đơn vị cùng hàng nghìn cá nhân sĩ quan, binh sĩ Liên Xô và Tiệp Khắc đã được khen thưởng. Trong đó, Lữ đoàn xe tăng Tiệp Khắc 1 được tặng Huân chương Suvorov hạng nhì, Lữ đoàn bộ binh Tiệp Khắc 3 được tặng Huân chương Aleksander Nevsky. Nhiều sĩ quan và binh sĩ Liên Xô được phong tặng danh hiệu Anh hùng Liên Xô, trong đó có Thiếu tướng M. I. Koldubov, Sư đoàn trưởng Sư đoàn sơn chiến cận vệ 128; Trung tá G. K. Bagyan, Trung đoàn trưởng trung đoàn bộ binh 71 thuộc Sư đoàn bộ binh 30, Thiếu tá N. I. Sidorov, Tham mưu trưởng Trung đoàn pháo binh cận vệ 93 (Katyusha); Trung úy N. P. Chernov, đại đội trưởng bộ binh của Sư đoàn bộ binh 81; Trung sĩ V. M. Bezgolosov, chiến sĩ bắn tỉa của Sư đoàn bộ binh 183; Trung úy A. M. Yakovlev, phi công lái máy bay IL-2 thuộc Sư đoàn cường kích 227 và nhiều người khác.

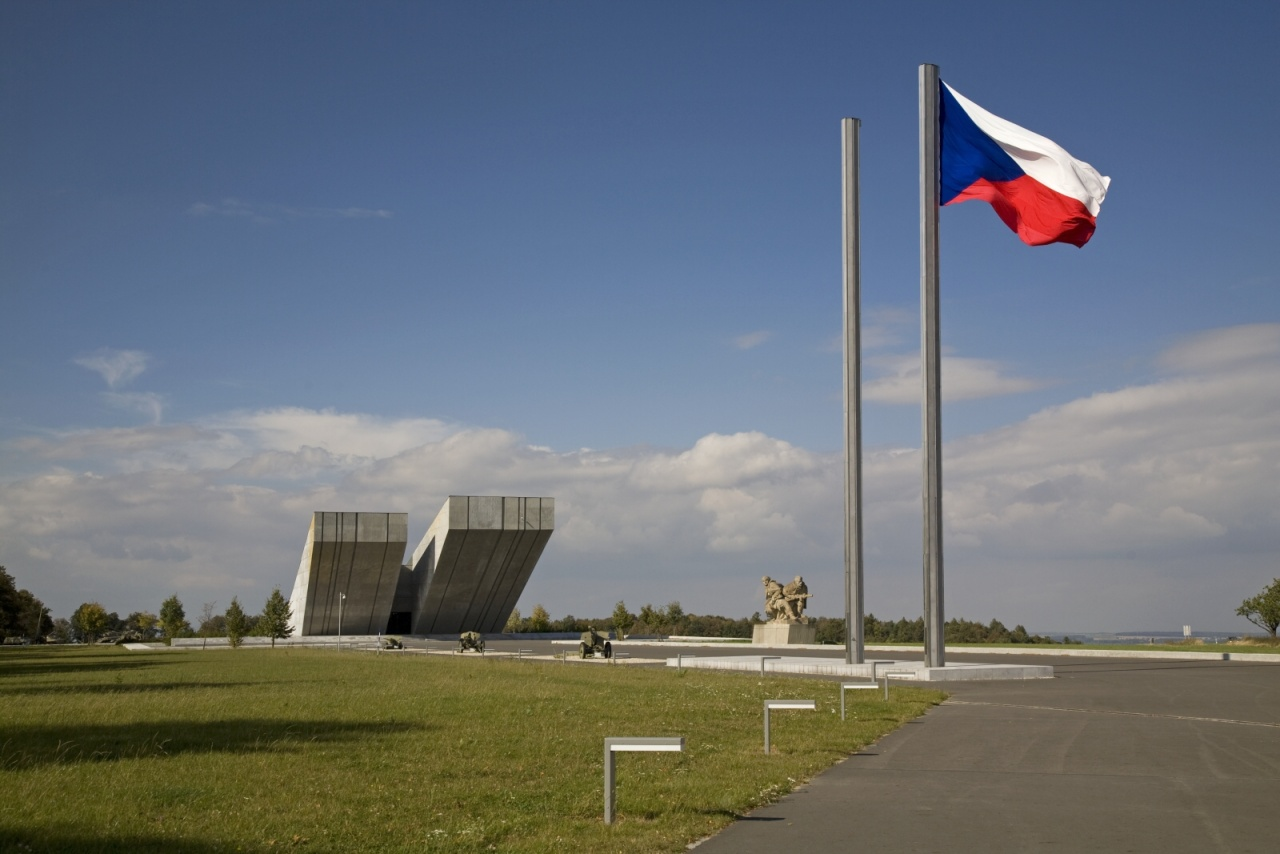
Khu phức hợp tưởng niệm tại Hrabyně một thời bị coi là "con quái vật cộng sản" nay được phục hồi trở lại vai trò di tích văn hóa quốc gia của Cộng hòa Séc (ngày 29 tháng 4 năm 2009)

Năm 1946, một khu tượng đài kỷ niệm sự kiện Hồng quân Liên Xô và Quân đội nhân dân Tiệp Khắc đã được khánh thành tại Công viên Komenska thuộc quận Přívoz của thành phố Moravská-Ostrava. Công trình do kiến trúc sư Josef Jírovec thiết kế và chỉ đạo thi công. Năm 1978, công trình này được xếp hạng là di tích văn hóa quốc gia của Cộng hòa Séc và còn tồn tại đến ngày nay.
Năm 1976, một khu phức hợp tưởng niệm nhằm tôn vinh quân đội Liên Xô và Tiệp Khắc trong Chiến tranh thế giới thứ hai được khởi công tại làng Hrabyně nằm trên con đường từ Moravská-Ostrava đến Opava. Đây là nơi đã diễn ra các trận đánh khốc liệt nhất trong giai đoạn III của Chiến dịch tấn công Moravská–Ostrava với sự tham gia của Lữ đoàn xe tăng Tiệp Khắc 1, hơn 13.000 quân nhân Xô Viết và Tiệp Khắc đã ngã xuống trong các trận đánh tại Hrabyně và các khu vực lân cận. Một tượng đài về chủ đề liên minh chiến đấu Tiệp Khắc - Liên Xô cũng được dựng lên. Năm 1980, công trình được khánh thành và được công nhận là di tích văn hóa quốc gia nhân kỷ niệm 35 năm ngày giải phóng Tiệp Khắc. Năm 1990, tượng đài đổ nát và bị phá hủy. Năm 1995, Chính phủ Cộng hòa Séc ra Nghị quyết số 262/1995 Sb bãi bỏ quy chế di tích văn hóa quốc gia đối với khu phức hợp tưởng niệm này. Phần cơ sở vật chất còn lại của nó được giao cho Bảo tàng Silesia quản lý. Khi đó, đã có người gọi khu phức hợp tưởng niệm này là "con quái vật cộng sản". Năm 2006, Bảo tàng Silesia tiến hành phục hồi và trùng tu toàn bộ khu di tích này với kinh phí 192 triệu Koron do Bộ Văn hóa Tiệp Khắc cấp. Ngày 29 tháng 4 năm 2009, khu phức hợp tưởng niệm này lại tiếp tục mở cửa để đón khách tham quan.
Tại nhiều thành phố, thị trấn trong vùng Morava như Slavkov u Brna, Nové Město (quận Liberec), làng Chuchelná (quận Opava).. đều có các đài tưởng niệm Hồng quân Liên Xô.